# Dawit Seyaum
Dawit Seyaum (ur. 27 lipca 1996) – etiopska lekkoatletka, specjalistka od biegów średnich i długich.
W 2013 została wicemistrzynią świata juniorów młodszych na dystansie 1500 metrów. W tym samym roku sięgnęła po złoty medal mistrzostw Afryki juniorów. Mistrzyni świata juniorek z Eugene (2014). W tym samym roku zdobyła srebrny medal w biegu na 1500 metrów podczas mistrzostw Afryki w Marrakeszu. Czwarta zawodniczka mistrzostw świata w Pekinie oraz złota medalistka igrzysk afrykańskich (2015). Halowa wicemistrzyni świata w biegu na 1500 metrów (2016). W tym samym roku zajęła 8. miejsce podczas igrzysk olimpijskich w Rio de Janeiro. W 2022 zdobyła brąz w biegu na 5000 metrów podczas mistrzostw świata w Eugene.
Medalistka mistrzostw Etiopii.

## Osiągnięcia
| Rok  | Impreza                               | Miejsce        | Konkurencja         | Lokata     | Wynik    |
| ---- | ------------------------------------- | -------------- | ------------------- | ---------- | -------- |
| 2013 | Mistrzostwa świata juniorów młodszych | Donieck        | bieg na 1500 metrów | 2. miejsce | 4:15,51  |
| 2013 | Mistrzostwa Afryki juniorów           | Bambous        | bieg na 1500 metrów | 1. miejsce | 4:09,00  |
| 2014 | Mistrzostwa świata juniorów           | Eugene         | bieg na 1500 metrów | 1. miejsce | 4:09,86  |
| 2014 | Mistrzostwa Afryki                    | Marrakesz      | bieg na 1500 metrów | 2. miejsce | 4:10,92  |
| 2014 | Puchar interkontynentalny             | Marrakesz      | bieg na 1500 metrów | 3. miejsce | 4:07,61  |
| 2015 | Mistrzostwa Afryki juniorów           | Addis Abeba    | bieg na 1500 metrów | 1. miejsce | 4:15,94  |
| 2015 | Mistrzostwa świata                    | Pekin          | bieg na 1500 metrów | 4. miejsce | 4:10,26  |
| 2015 | Igrzyska afrykańskie                  | Brazzaville    | bieg na 1500 metrów | 1. miejsce | 4:16,69  |
| 2016 | Halowe mistrzostwa świata             | Portland       | bieg na 1500 metrów | 2. miejsce | 4:05,30  |
| 2016 | Igrzyska olimpijskie                  | Rio de Janeiro | bieg na 1500 metrów | 8. miejsce | 4:13,14  |
| 2018 | Halowe mistrzostwa świata             | Birmingham     | bieg na 1500 metrów | eliminacje | 4:10,20  |
| 2022 | Halowe mistrzostwa świata             | Belgrad        | bieg na 3000 metrów | 5. miejsce | 8:44,55  |
| 2022 | Mistrzostwa świata                    | Eugene         | bieg na 5000 metrów | 3. miejsce | 14:47,36 |

## Rekordy życiowe
- Bieg na 1500 metrów (stadion) – 3:58,10 (2016)
- Bieg na 1500 metrów (hala) – 4:00,28 (2016)